# Maison natale de Pera Todorović à Vodice
La maison natale de Pera Todorović à Vodice (en serbe cyrillique : Родна кућа Пере Тодоровића у Водицама ; en serbe latin : Rodna kuća Pere Todorovića u Vodicama) se trouve à Vodice, dans la municipalité de Smederevska Palanka et dans le district de Podunavlje, en Serbie. Elle est inscrite sur la liste des monuments culturels protégés de la république de Serbie (identifiant no SK 1718).

## Présentation
La maison natale de Pera Todorović se trouvait à proximité du centre du village. Construite au milieu du XIXe siècle, elle était caractéristique des maisons dites « développées » bâties dans les villages pour les familles riches. Elle a été récemment démolie.
La maison était construite dans une cour en pente, cette pente permettant la présence d'une cave sous une partie du bâtiment. Elle était élevée sur une base rectangulaire, avec un accès à la cave. Le rez-de-chaussée était subdivisé en plusieurs parties : la « kuća », c'est-à-dire la « maison » proprement dite, la chambre des invités, trois chambres à coucher et un cellier. Un foyer en maçonnerie chauffait toutes les pièces du rez-de-chassée et servait de cheminée dans la « kuća ». Les murs de la maison étaient construits selon le système des colombages avec un remplissage composite en briques ; les fondations étaient en briques ; le toit, de structure complexe, était recouvert de tuiles.
Le journaliste et homme politique Pera Todorović (1852-1907) a été l'un des fondateurs du journalisme moderne en Serbie et, avec Nikola Pašić, il a été l'un des fondateurs du Parti radical populaire en 1881 ; idéologue et organisateur du parti, il a été le journaliste principal du journal Samouprava (Autonomie gouvernementale), le journal officiel du Parti populaire radical, puis il a été le propriétaire et le journaliste du quotidien Male novine (Les Petites Nouvelles).